# Voltes al carrer Minali
Les Voltes al carrer Minali a Girona formen part de l'Inventari del Patrimoni Arquitectònic de Catalunya.

## Descripció
El carrer es troba cobert per un edifici de tres plantes, amb un porxo obert pels extrems a la planta baixa. Presenta diferents arcs de mig punt de carreus ben tallats, paral·lels a les façanes exteriors de l'edifici. El sostre és amb cairats i peces ceràmiques, en força mal estat de conservació.
A la volta que dona a la plaça de les Castanyes hi consta l'any 1801. Aquest porxo enllaça en Carrer Ciutadans amb la plaça esmentada. Havia estat un pas molt utilitzat pels vianants procedents de la muntanya dels Àngels, que portaven mercaderies per vendre-les amb mercat de Girona.